# Dubbel (hockey)
Indien een hockeyclub in hetzelfde seizoen bij zowel de heren als de dames landskampioen wordt heeft deze club de dubbel gewonnen. 
De dubbel in het hockey is een variant op de Dubbel in het voetbal, echter heeft het Nederlandse hockey nooit een echte nationale beker gekend. Het winnen van de dubbel in het clubhockey is zeer zeldzaam, omdat het hier gaat om twee verschillende teams en er tevens veel verschillen bestaan tussen het mannen- en het vrouwenhockey. Indien een club de dubbel heeft gewonnen geeft dit de club enorm veel aanzien in de rest van het land. 

## Winnaars van de dubbel
Drie clubs hebben tweemaal de dubbel gewonnen. Tot nu toe is Den Bosch de laatste club die de dubbel heeft gewonnen.
| Club      | Aantal | in seizoen(en)   |
| --------- | ------ | ---------------- |
| Den Bosch | 2      | 1997/98, 2000/01 |
| HGC       | 2      | 1989/90, 1995/96 |
| Amsterdam | 2      | 1936/37, 1974/75 |
| HHIJC     | 1      | 1947/48          |